# Floriano Peixoto (Rio Grande do Sul)
Floriano Peixoto – miasto i gmina w Brazylii, w stanie Rio Grande do Sul. Znajduje się w mezoregionie Noroeste Rio-Grandense i mikroregionie Erechim.